# إيلدار هانسن
إيلدار هانسن (بالنرويجية البوكمول: Eldar Hansen)‏ (7 نوفمبر 1941 في النرويج - ) هو لاعب كرة قدم نرويجي في مركز الهجوم. شارك مع منتخب النرويج لكرة القدم. أما مع النوادي، فقد لعب مع نادي روسنبورغ.

## وصلات خارجية
- إيلدار هانسن على موقع اتحاد النرويج (النرويجية)
- إيلدار هانسن على موقع قاعدة بيانات كرة القدم.إي يو (الإنجليزية)
- إيلدار هانسن على موقع عالم كرة القدم.نت (الإنجليزية)